# Éternalisme

Un homme qui promène son chien à quatre instants différents. Selon la conception éternaliste du temps, ces quatre instants coexistent.

En physique et en métaphysique du temps, l'éternalisme est la théorie selon laquelle les événements présents, passés et futurs qui paraissent se succéder lors du passage du temps coexistent en réalité sur la ligne du temps.
Ce courant philosophique s'oppose au présentisme.

## Temps objectif et temps subjectif
Pour les défenseurs de la conception éternaliste du temps, il n'existe pas de différence objective entre le présent, le passé et le futur. La classification des événements selon ces trois modalités du temps est une classification subjective, comparable à celle que l'on établit entre les événements que l'on dit se passer « ici » et ceux qui, pour nous, se déroulent « là-bas ». De la même façon que nous nous sentons plus concernés par les événements qui sont proches de nous dans l'espace (qui ont lieu « ici ») plutôt que par les événements lointains, nous nous sentons plus concernés par les événements qui nous affectent présentement que par ceux qui se situent il y a longtemps ou dans un avenir lointain. Ces distinctions sont subjectives au même titre : elles dépendent de notre propre point de vue sur les événements et non de caractéristiques appartenant aux événements eux-mêmes.
Contre la conception du temps comme flux ininterrompu des événements futurs vers le passé (via le présent), l'éternalisme propose une conception du temps où les événements coexistent comme des points ou des segments sur une ligne. Cette ligne du temps peut théoriquement être parcourue dans les deux sens. Mais la conscience limitée que nous en avons rend la séquence des événements asymétrique. Les événements présents sont ceux que nous vivons, les événements passés sont ceux dont nous nous souvenons et les événements à venir sont ceux que nous prévoyons ou attendons, mais aucun d'entre eux n'a la priorité sur les autres. En ce sens, l'éternalisme s'oppose au présentisme et, dans une moindre mesure, au possibilisme.

## Thèse de l'Univers-bloc
Aujourd'hui, l'éternalisme est étroitement associé à la théorie physique de l'Univers-bloc (ou bloc de l'univers) et à son approche quadridimensionnaliste du monde. Le temps y est traité comme une dimension de l'espace, bien qu'à proprement parler, le temps est une dimension du continuum espace-temps. Les objets constitutifs de l'Univers ne sont donc pas des objets à trois dimensions existant dans la durée, mais plutôt des objets quadridimensionnels dont les parties temporelles – les « phases » – seraient tout autant constitutives que leurs parties spatiales (les parties de leur corps).
En philosophie, la théorie de l'Univers-bloc conforte l'idée d'un temps « spatialisé » car elle considère le temps d'un point de vue mathématique comme une dimension qui s'ajoute aux trois dimensions de l'espace géométrique, à l'instar du diagramme de Minkowski. Elle justifie l'analogie que l'on peut faire entre ce qui existe loin de nous dans l'espace et ce qui existe dans un temps lointain (passé ou à venir).

## Fiction
Certaines idées liées à l'éternalisme sont décrites dans le roman de Kurt Vonnegut, Slaughterhouse-Five. Dans le contexte du roman, les Tralfamadoriens sont une espèce extraterrestre, dont les membres éprouvent simultanément chaque point dans le temps. À un moment donné, un personnage argumente que puisque tous les moments existent simultanément, tout le monde est toujours en vie, une affirmation qui implique l'éternalisme. Le protagoniste de l'histoire, Billy Pilgrim, vit également sa vie hors séquence. Il est indiqué que chaque moment de sa vie existe indépendamment des autres, ce qui est une clause de l'éternalisme[réf. souhaitée].
Il est possible de trouver des références à cette conception dans la culture populaire, notamment dans le roman graphique Watchmen (adapté en film par Zack Snyder) où le personnage du Dr Manhattan est capable de percevoir le passé, le présent et le futur comme coexistants au même moment[réf. souhaitée]. De même, la résolution du film Premier Contact (film) de Denis Villeneuve y fait référence de manière directe[réf. nécessaire].